# Cyphacris decorata
Cyphacris decorata är en insektsart som beskrevs av Gerstaecker 1889. Cyphacris decorata ingår i släktet Cyphacris och familjen gräshoppor. Inga underarter finns listade i Catalogue of Life.